# Dacha Útkina

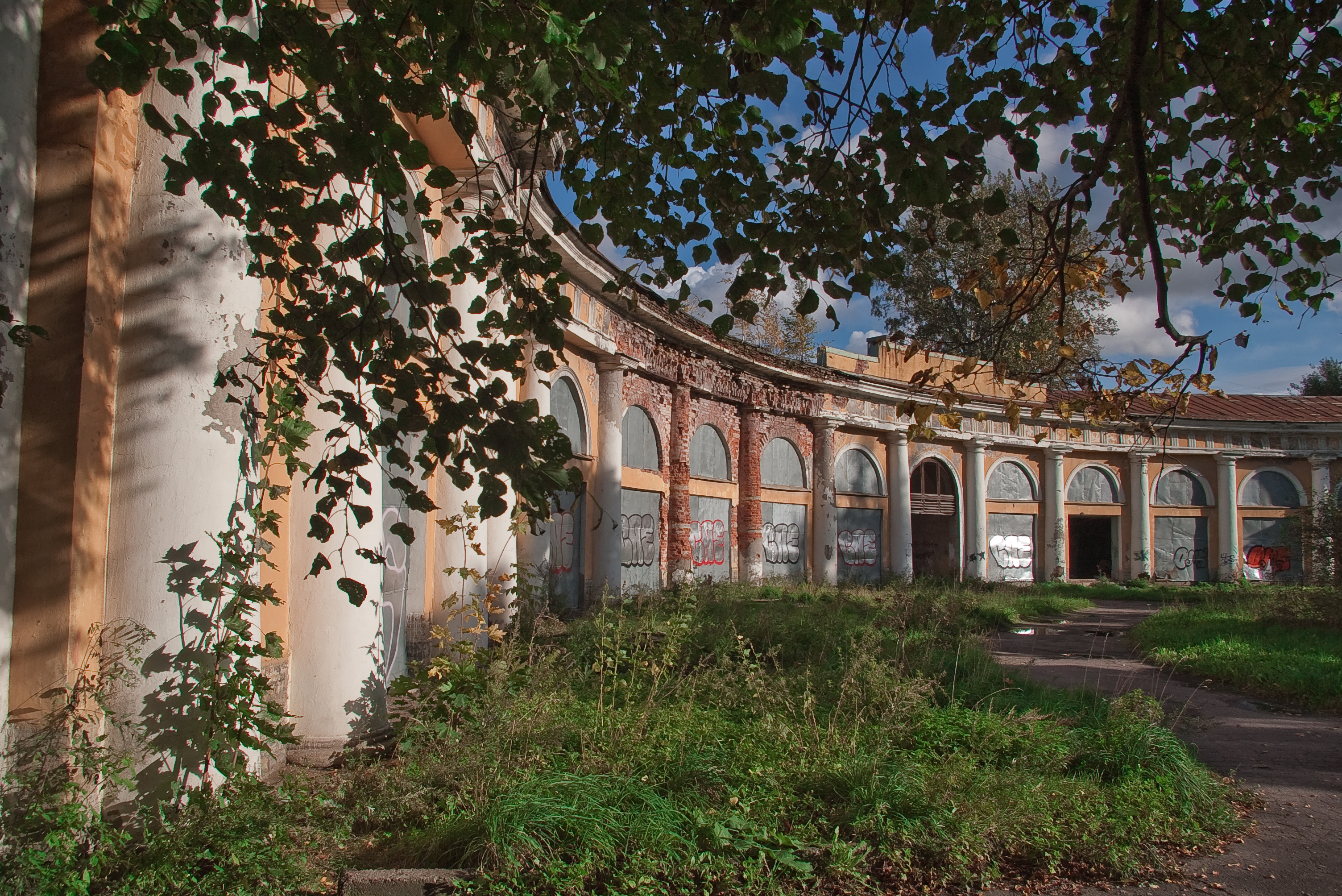
Edificio principal de la Dacha Útkina.

Dacha Útkina (en idioma ruso Уткина дача) es un conjunto arquitectónico del siglo XVIII situado en San Petersburgo, cerca de la confluencia de los ríos Okkervil y Okhta. La dacha se incluye en el registro de patrimonio cultural de Rusia con el número 7810250000. Durante los últimos años fue abandonado.
Antes de la fundación de San Petersburgo, estos terrenos cerca de la fortaleza de Nyenschantz fueron propiedad del coronel sueco Okkervil. Más tarde, se convirtió en su propietario el jefe de la  Cancillería Secreta, el general Andrei Uixakov. A mediados del siglo XVIII esta tierra fue concedida a Agafókleia Poltoràtskaia y su marido Mark Poltoratski como premio por su participación en producciones operísticas.
La finca de Okkervil la administraba su hija Agafókleia Súkhareva, que también poseía los terrenos vecinos, aguas arriba del río Okhta. Una de sus hijas, Ielizaveta, se convirtió en la esposa de Alexei Olena. Alexander Pushkin se enamoró de su otra hija, Anna Olenina, nieta de Poltoratski. Pushkin pidió su mano durante el verano de 1828, pero fue rechazado.
Se especula que el diseñador de la casa fue el famoso arquitecto Nikolai Lvov. En los años 1820-1830 se construyó un edificio de servicios anexo.
Después de la revolución rusa de 1917, la propiedad pasó al Comisariado de Salud, y albergaba las oficinas de Malaia Okhta del hospital psiquiátrico. Al final de 1930, algunos de los edificios fueron reconvertidos como apartamentos residenciales, mientras que otros locales eran utilizados por diversas instituciones.